# Carole Goble

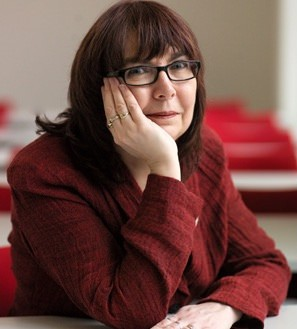
Carole Goble, 2914

 Carole Anne Goble  CBE (* 10. April 1961) ist eine britische Informatikerin und Hochschullehrerin. Sie ist Professorin für Informatik an der University of Manchester.

## Leben und Werk

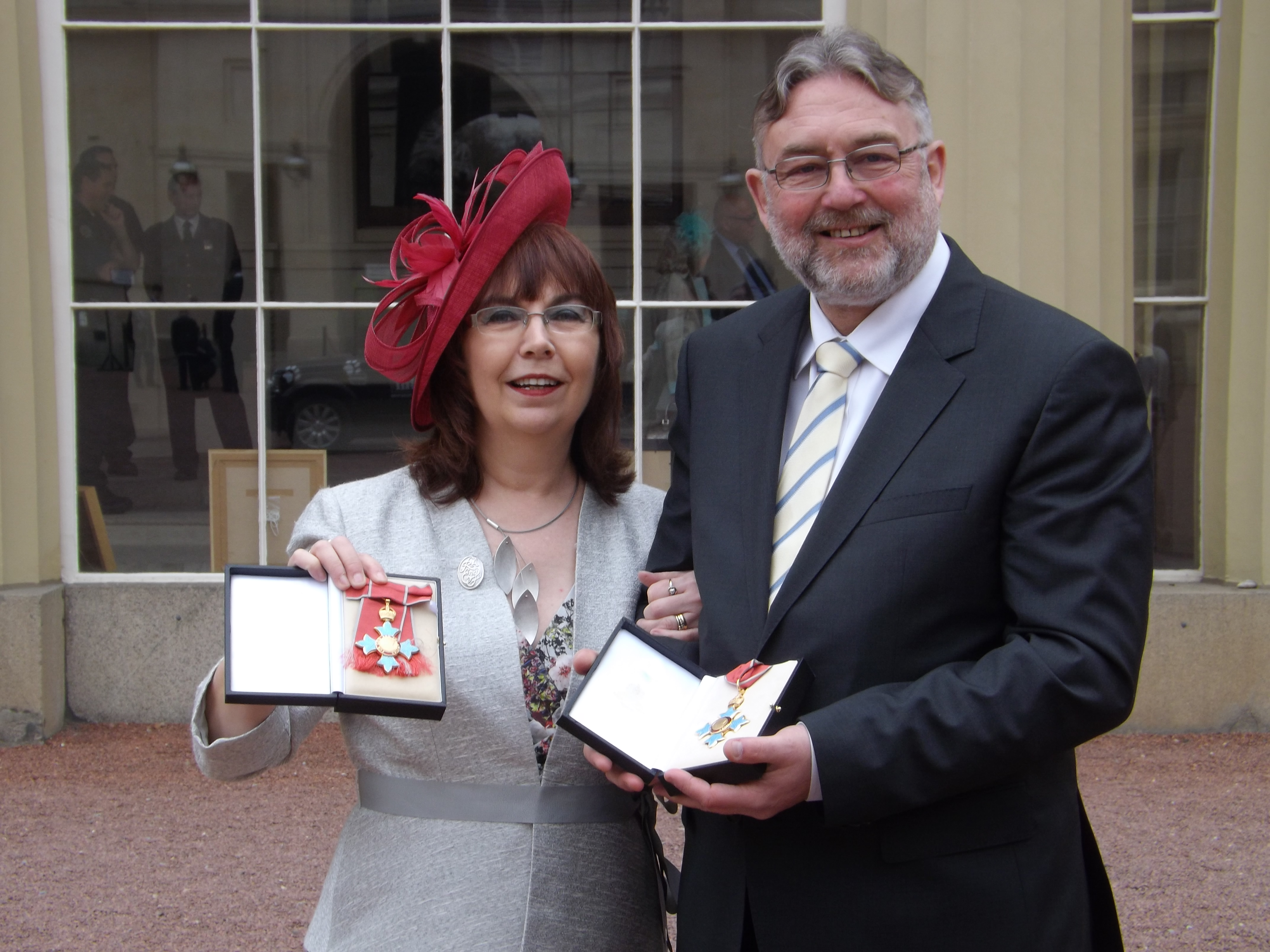
Carole Goble im Buckingham Palace mit Douglas Kell nach Erhalt ihres CBE

Goble besuchte die Maidstone School for Girls und studierte von 1979 bis 1982 am Institut für Informatik der Universität Manchester, wo sie ihren Bachelor of Science in Computer- und Informationssystemen erwarb.

## Forschung
Anschließend forschte sie bis 1985 als Assistent und Associate, bis 1995 als Lecturer und bis 2000 als Senior Lecturer am Department of Computer Science der University of Manchester. Seit 2000 ist sie Professorin an der School of Computer Science der University of Manchester.
Mitte der 90er Jahre wurde sie in der Fakultät von dem medizinischen Informatiker Alan Rector betreut, der bereits in den 80er Jahren visuell gesteuerte Schnittstellen für die klinische Datenerfassung für die Interaktion von Ärzten mit Patientendaten und elektronische Aufzeichnungen erstellte. Sie startete sie mit dem Bioinformatiker Andy Brass ein Projekt zur Datenintegration in Life-Science-Daten. Dieses System TAMBIS stellte sich als einflussreich heraus und war eines der ersten und sehr wenigen ontologiegesteuerten Vermittlungssysteme für Daten aus den Biowissenschaften. Es ging nie in die kommerzielle Produktion, weil es ziemlich arbeitsintensiv und teuer war.
Sie ist Co-Leiterin der Information Management Group (IMG) und gründete 2001 eine Untergruppe, das myGrid-Projekt, ein Team aus Forschern, Informatikern und Softwareingenieuren, das sich auf e-Science-Forschung spezialisiert hat und weit verbreitete Open-Source-Software und Felddienste entwickelt. Ihr Interesse gilt der Beschleunigung wissenschaftlicher Innovation durch Automatisierung, Wissensmanagement und soziale Interaktion.
Sie ist Leiterin des britischen e-Science-Programms und arbeitet seit über einem Jahrzehnt an Informationslösungen für Wissenschaftler, insbesondere Kliniker und Biowissenschaftler. Sie ist Co-Direktorin des e-Science Centre in Manchester und Hauptforscherin des Open Middleware Infrastructure Institute-UK.
Sie war 2010 Mitbegründerin des britischen Software Sustainability Institute, koordiniert die FAIRDOM-Infrastruktur für das Management von Forschungsprojekten und leitet auf internationaler Ebene die Arbeit an FAIR Research Objects und Workflows. Als Verfechterin von FAIR und Open Data fungiert sie als Vertreterin des Vereinigten Königreichs in der G7 Open Science Working Group und ist eine der Autorinnen des ursprünglichen Papiers zu FAIR-Datenprinzipien.
Im Februar 2022 betrug ihr h-Index laut Google Scholar 86.

## Auszeichnungen und Ehrungen
- 2002: Sun Microsystems Award[7]
- 2008:  Jim Gray e-Science Award
- 2010: Fellow der Royal Academy of Engineering (FREng)
- 2012: nominiert für Benjamin Franklin Award for Open Access in the Life Sciences[8]
- 2014: Commander of the Order of the British Empire (CBE)[9]
- 2018: Ehrendoktorwürde der Universität Maastricht[10]

## Mitgliedschaften
- Royal Academy of Engineering
- British Computer Society

## Veröffentlichungen (Auswahl)
- mit R. Stevens: State of the nation in data integration for bioinformatics. Journal of biomedical informatics 41 (5), S. 687–693, 2008.